# Mestizo en todos lados
Mestizo en todos lados es el segundo álbum de Los Terapeutas. Fue grabado entre 1986 y 1987 y editado en formato casete en 1988 por Ayuí / Tacuabé. Fue reeditado en formato CD junto al disco Candombe del no sé quién soy, excluyendo la canción «La abuela del barrio».

## Lista de canciones
Todos los temas fueron compuestos por Alberto Wolf.
Lado A
1. Barrio Maldito
2. Cinco Palabras
3. Espero Que Te Vayas Lejos
4. Creo Que Me Estás Conociendo
5. Candombe Del Enano Y El Pato

Lado B
1. La Cucaracha
2. La Número Once
3. Palo Verde
4. El Club De Memo
5. La Abuela (Del Barrio)
6. Mensaje Confuso

## Personal
Los Terapeutas
- Alberto Wolf: guitarra rítmica y voz
- Daniel Jacques: bajo y coros
- Alejandro Roca: guitarra eléctrica
- Wilson Negreira: percusión y coros
- Luis Jorge Martínez: batería
- Leslie Piguillien: coros
- Giselle Piguellien: coros y voz en "Mensaje confuso"

Músicos invitados
- Hugo Fattoruso: teclados en "Barrio maldito"
- Luis Alderotti: teclados en "El Club de Memo"
- Andrés Bedó: teclados en las otras canciones
- Riki Musso, Gabriel do Prado, Aldo Esquivel: charla de boliche en "Barrio maldito"
- Aldo Esquivel: voz en "La número once"

El disco fue grabado por Daniel Blanco y Amílcar Rodríguez en el estudio IFU de Montevideo entre junio de 1986 y diciembre de 1987. La fotografía de la tapa fue realizada por Marcelo Insaurralde.